# Andrew Giddings
Pour les articles homonymes, voir Giddings.
Andrew 'Andy' Giddings est un claviériste anglais né le 10 juillet 1963 à Pembury, dans le Kent. Il a fait partie de Jethro Tull de 1991 à 2007.

## Biographie
Petit, Andrew Giddings avait deux lapins. Il a déclaré à leur propos qu'il n'avait jamais fait attention à eux avant qu'ils ne meurent. Un peu plus tard, alors qu'il déambulait à côté du piano de la salle à manger, il s'assit devant et appuya sur deux touches ; il entendit un son triste en sortir. Pour l'aider à aller mieux, sa mère l'inscrivit à des leçons de piano.

## Carrière musicale
Au départ, Giddings détestait les leçons de piano. Pourtant, au bout de deux ou trois ans, il commença à se produire en public. Sa première prestation au sein d'un groupe se fit avec deux copains et une batterie empruntée et quelque chose qui ressemblait à une guitare. À 15 ans, il rejoignit un groupe local qui s'appelait « Diamond T ». Cela lui donna l'envie d'être payé pour jouer de la musique et cela lui permit de développer sa dextérité au clavier. Avant de sortir du lycée, il travaillait déjà dans un magasin de musique.
Quelques années plus tard, il intégra le groupe « Black Cat » qu'il décrit plus tard comme une horreur. Ils côtoyèrent cependant des gens comme Mike Berry, Tommy Bruce et Jet Harris. Il connut un succès modéré en tant que musicien de studio en Angleterre et décida de partir en tournée avec Eric Burdon. Il travailla avec ce dernier pendant environ cinq ans avant de faire plus de tournées, d'enregistrements et d'apparitions télévisées.
Il intégra plus tard « The Cutting Crew » mais fut remplacé en moins de 36 heures par quelqu'un qui avait un meilleur équipement.

### Jethro Tull
Giddings rejoignit Jethro Tull en 1991 et prit la place de Maartin Allcock. On le retrouve sur les albums suivants : Catfish Rising, Roots to Branches, Jethro Tull In Concert, J-Tull Dot Com, Living with the Past, The Jethro Tull Christmas Album et Aqualung Live.
Il a depuis été remplacé par John O'Hara.

### L'après Tull
Andrew Giddings écrit et enregistre à présent de la musique pour des films, la télévision et des variétés sous le surnom FFANDANGO ou bien sous son vrai nom.